# جهان مسیحیت

درصد و میزان پراکندگی جمعیت مسیحیان در دنیا

جهان مسیحیت (انگلیسی: Christendom)، اصطلاحی است برای سرزمین‌هایی بیشتر مردم آن پیرو دین مسیحیت هستند. از زمان گسترش دین مسیحیت در اروپا و شمال آفریقا طی دوره امپراتوری روم، جهان مسیحیت در اواخر دوران باستان و قرون میانه، به‌دلیل اختلافات سیاسی و مذهبی به دو بخش جدا تقسیم شد که در نتیجه دو کانون اصلی در جهان مسیحیت پدید آمد: رم که مرکز مسیحیان کاتولیک یا لاتین بود و دیگری قسطنطنیه که مبدل به مرکز مسیحیان ارتدوکس یا مسیحیان یونانی شد که تا زمان سقوط آن به دست ترکان عثمانی، مرکز مسیحیت شرقی به‌شمار می‌رفت. با این حال مسیحیت غربی از قرن ۱۱ و همزمان با زوال امپراتوری بیزانس، نقش اصلی جهان مسیحیت را طی دوران بعدی بود.
در اصطلاح تاریخی، جهان مسیحیت معمولاً مربوط به قرون وسطی و اوایل دوران مدرن است که جهان مسیحیت تحت نظارت کلیسای روم یا پادشاهان مسیحی دبه عنوان یک قدرت ژئوپلتیکی در مقابل بت پرستان و مخصوصاً جهان اسلام قرار گرفت. در معنای سنتی این کلمه، این واژه به مللی اشاره دارد که کلیسای کاتولیک در کشور آنها مستقر است و اکثریت جمعیت آن را مسیحیان تشکیل می‌دهند.